# Ерлинг Стейнвег
Ерлинг Стейнвег (на норвежки: Erling Magnusson Steinvegg) е претендент за трона на Норвегия от партията на баглерите от 1204 до смъртта си през 1207 г.

## Биография
Незаконороден син на Магнус Ерлингсон, той е бил известно време затворен по заповед на шведския крал Кнут I в каменна кула на остров Висингсьо в езерото Ветерн, откъдето успява да избяга и поради това си спечелва прякора Стейнвег (Каменна стена).
Със смъртта на Хокон III Свересон, наследен от 4-годишния му племенник Гуторм Сигурдсон, починал само няколко месеца по-късно, баглерите издигат като кандидат за трона Ерлинг Стейнвег, който успешно издържа теста с нагорещеното желязо, за да докаже своя кралски произход. Той получава помощ и от датския крал Валдемар в кораби и наемници и бива обявен от Тинга за крал на западната и южна част на Норвегия.
След смъртта на Ерлинг Стейнвег през март 1207 г., следващ претендент от страна на баглерите в борбата им против биркебайнерите става Филипус Симонсон.